# Neivamyrmex leptognathus
Neivamyrmex leptognathus är en myrart som först beskrevs av Carlo Emery 1900.  Neivamyrmex leptognathus ingår i släktet Neivamyrmex och familjen myror. Inga underarter finns listade i Catalogue of Life.